# Yisrael Kristal
Yisrael Kristal (nascut Izrael Icek Kryształ; hebreu: ישראל קרישטל‎: ; 15 de setembre de 1903 – 11 d'agost de 2017) fou un polonès-israelià supercentenari, reconegut com el supervivent de l'Holocaust de vida més longeva i, des de la mort de Yasutaro Koide, l'home de vida més longeva en el món així com un dels deu homes més vells mai confirmats. Kristal va néixer de pares jueus a Polònia, llavors part de l'Imperi Rus, i va tenir una educació religiosa. Pastisser de professió, va viure la Primera Guerra Mundial com un nen, i la Segona Guerra Mundial com un adult. Després de sobreviure a l'Holocaust, va emigrar a Israel.
Durant la Segona Guerra Mundial va ser confinat pel règim nazi a un gueto jueu. Els seus fills van morir en el gueto, però ell i la seva dona van ser deportats al camp de concentració d'Auschwitz. Kristal va sobreviure l'Holocaust, però la seva dona no. Es va tornar a casar després de la guerra i va emigrar a Israel el 1952 amb la seva segona dona, Batsheva, també una supervivent de l'Holocaust, i el seu fill. Kristal esdevindria el supervivent de l'Holocaust més longeu del món en 2014 i l'home més vell del món en 2016.

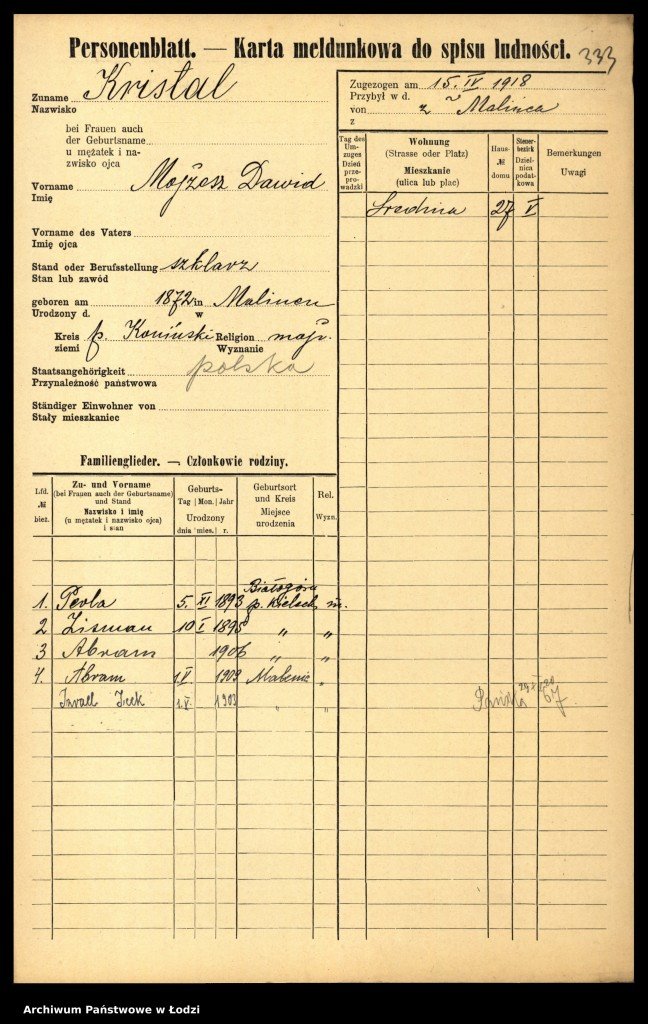
Nom i data de naixement de Kristal en un registre de 1918

## Primers anys de vida

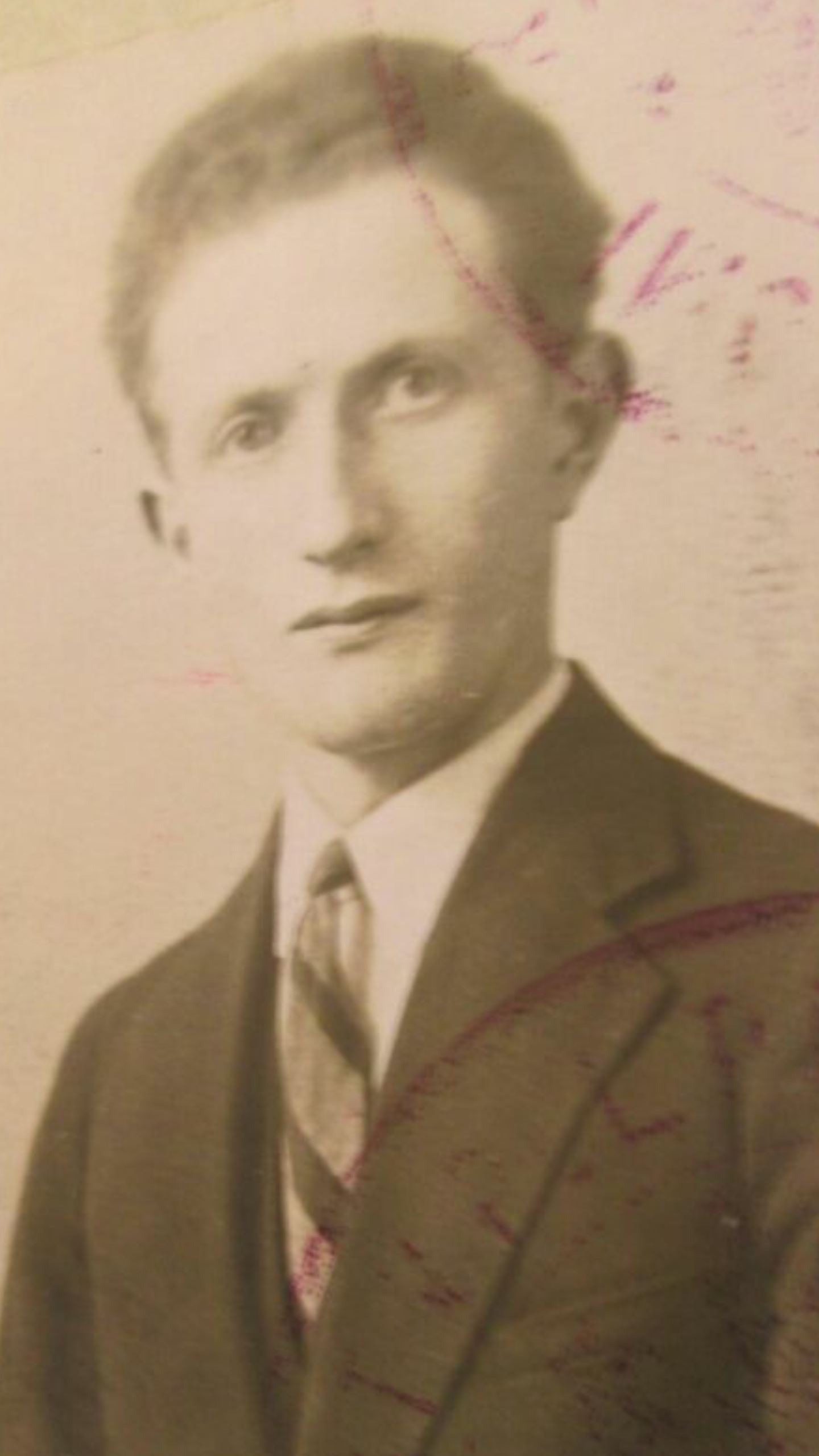
Yisrael Kristal a Polònia el 1931, amb 28 anys.

Kristal va néixer en una família jueva en Maleniec, Comtat de Końskie a prop de Żarnów, llavors part del Tsarat de Polònia de l'Imperi rus, el 15 de setembre de 1903. El seu pare era un estudiant de la Torah que va procurar que el seu fill tingués una educació religiosa. Kristal continuaria sent un home de pràctiques religioses la resta de la seva vida. Va assistir a un héder quant tenia tres anys, on va estudiar judaisme i l'hebreu. Va aprendre la bíblia hebrea als quatre i la Mixnà als sis. En una entrevista concedida en 2012, va comentar que el seu pare el despertava cada dia a les cinc del matí per començar la seva instrucció religiosa.
La seva mare va morir el 1910 quan ell tenia 7 anys. Després de l'esclat de la Primera Guerra Mundial el 1914, va veure l'emperador Francesc Josep I d'Àustria en persona quan el monarca va recórrer la seva ciutat en un cotxe, i recordava com llançava llaminadures al seu pas. El seu pare va ser enrolat a l'Exèrcit Imperial Rus i va morir aviat. Aleshores, Kristal es va traslladar a viure amb els seus oncles.
El 1920, amb 17 anys, va marxar a viure a Łódź. Després d'una breu etapa treballant en la indústria metal·lúrgica, va obrir una botiga de caramels amb un dels seus oncles, i va esdevenir un famós expert fabricant de caramels. Es va casar amb Chaja Feige Frucht el 1928, i van tenir dos fills.

## Supervivent de l'Holocaust
El 1940, després de l'ocupació alemanya de Polònia durant la Segona Guerra Mundial, Kristal va continuar fabricant caramels, en alguns ocasions en secret i en altres encoratjat pels caps del gueto, entre ells el cap del gueto de Łódź, el Judenrat Chaim Rumkowski. Els seus dos fills van morir al gueto, mentre Kristal i la seva dona van ser deportats al camp de concentració d'Auschwitz quan es va tancar el gueto en agost de 1944.
La dona de Kristal va morir en Auschwitz mentre que Kristal feia treballs forçats. Quan el camp va ser alliberat per l'Exèrcit Roig, Kristal pesava només 37 kg. Va ser portat a un hospital, i va retornar després a la seva professió per a fabricar caramels pels soldats soviètics, abans de retornar a Łódź, on va reconstruir la seva botiga de caramels i va conèixer la seva segona esposa, Batsheva. Es van casar el 1947. Van tenir un fill, Chaim, qui va néixer a Polònia, i una filla, Shula, qui va néixer a Israel.

## Vida en Israel
El 1950, la família va emigrar a Israel en el vaixell Komemiyut i es van establir a Haifa. Kristal inicialment va treballar a la fàbrica de caramels Palata, on va ser considerat un expert i va ensenyar els propietaris a crear una nova línia de producció de llaminadures. Després va esdevenir empleat a temps parcial, fent dolços a casa seva i venent-los a un quiosc d'Haifa. Entre les seves llaminadures va produir unes petites ampolles de licor minúscul fetes de xocolata, embolicades en papers de colors, melmelada feta de garrofer, i pells de taronja. El 1952, va començar a fabricar els seus productes a la Fàbrica de Sar i Kristal del carrer Shivat Zion. Després del tancament de la fàbrica, el 1970, va tornar a fer seus caramels a casa seva abans de retirar-se.
Kristal va tenir nou nets i un nombre no declarat de besnets. La seva família va preferir no donar el nombre exacte de descendents per por a un "mal d'ull".
Després de la mort d'Alice Herz-Sommer a Londres el 23 de febrer de 2014, Kristal va esdevenir el supervivent de l'Holocaust més longeu del món (de fet ell era més vell que ella). Esdevingué l'home de vida més llarga al món el 18 de gener de 2016, després de la mort del supercentenari japonès Yasutaro Koide.
L'11 de març de 2016, Kristal fou oficialment reconegut com l'home més vell del món pel Guinness World Records. Aquest estatus va ser verificat gràcies al descobriment a Polònia de documents relacionats amb el seu naixement. Anteriorment, el document més vell de la família era el del seu casament a l'edat de 25 anys, però les normes de Guinness requereixen l'existència de documentació dels primers 20 anys de la vida per a poder reclamar el rècord. Els documents demostratius van ser descoberts per l'organització Jewish Records Indexing de Polònia.
Havent estat incapaç de fer-ho a l'edat de 13 anys a causa de la Primera Guerra Mundial, Kristal va celebrar el seu bar mitzvah un segle més tard, en setembre de 2016, a l'edat de 113 anys. L'11 d'agost de 2017, Kristal va morir a la seva casa d'Haifa a l'edat de 113 anys i 330 dies.